# Medios de comunicación de la ciudad de Buenos Aires
Al ser la Ciudad de Buenos Aires un polo cultural de la República Argentina, se encuentran instalados en la ciudad una gran cantidad de medios de comunicación.

## Diarios
- Ámbito Financiero (edición virtual)
- Buenos Aires Económico
- Clarín
- Crónica
- El Cronista
- El Destape (edición virtual)
- Infobae (edición virtual)
- La Nación
- La Prensa
- Minutouno (edición virtual)
- Olé
- Página/12
- Perfil (sólo se edita sábados y domingos)
- Popular
- Tiempo Argentino (sólo se edita los domingos)

## Revistas
- Barcelona
- Billiken
- Caras
- El Gráfico (1919-2018)
- Genios
- Gente
- Paparazzi
- Para Ti
- Pronto (1996-2020)
- Noticias
- Semanario
- Viva
- Flight Magazine 28

## Televisión

### Señales nacionales
| Canal              | Eslogan             | Indicativo      | Propietario                                 | Operador                       | Inicio de transmisión |
| ------------------ | ------------------- | --------------- | ------------------------------------------- | ------------------------------ | --- |
| América            | Siempre con vos     | LS86TV Canal 2  | Grupo América                               | América Multimedios            | 25 de junio de 1966 (como Tevedos) 15 de abril de 1991 (como América) |
| Televisión Pública | Tu canal de Bandera | LS82TV Canal 7  | Secretaría de Medios y Comunicación Pública | Radio y Televisión Argentina   | 17 de octubre de 1951 (como LR3 Radio Belgrano Televisión) 3 de mayo de 1979 (como ATC) 1° de mayo de 2000 (como Canal 7 Argentina) 9 de marzo de 2009 (como Televisión Pública)                      |
| elnueve            | Sumate              | LS83TV Canal 9  | Grupo Octubre                               | Telearte                       | 9 de junio de 1960 (como Canal 9 CADETE) 25 de mayo de 1984 (como Canal 9 Libertad) 4 de enero de 1999 (como Azul Televisión) 20 de agosto de 2002 (como Canal 9) 1° de enero de 2017 (como El Nueve) |
| Telefe             | Siempre juntos      | LS84TV Canal 11 | Paramount Global                            | Grupo Telefe                   | 21 de julio de 1961 (como Teleonce) 15 de enero de 1990 (como Telefe) |
| eltrece            | Prendete            | LS85TV Canal 13 | Grupo Clarín                                | Artear                         | 1° de octubre de 1960 (como Río de la Plata TV) 1° de diciembre de 2008 (como El Trece) |
| Net TV             | Aire fresco         | Canal 27.2      | Editorial Perfil                            | Kuarzo Entertainment Argentina | 1° de octubre de 2018 |

## Radio
La ciudad de Buenos Aires tiene numerosas emisoras de radio, tanto AM como FM. Al igual que en el resto del mundo, las FM son más escuchadas que las AM. Entre las 21 más escuchadas se encuentran 13 que emiten en FM: La Pop 101.5, La 100, Rock & Pop, Metro 95.1, Los 40, Radio Disney, Aspen 102.3, Blue 100.7, Mega 98.3, Urbana Play, Radio One 103.7, Vale 97.5; y Radio con Vos; 8 que emiten en AM: Radio 10, Radio Mitre, Radio Continental, La Red, Radio AM 750; CNN Radio, Radio Rivadavia y Radio Nacional, sin dejar de mencionar a Radio Colonia y Del Plata, que también están entre las más importantes. Entre esta última, Radio Rivadavia, es una de las más antiguas que todavía emite. La lista de radios que incluye la mayor parte de las radios que tienen frecuencias asignadas disponibles.
| Radios AM                                       |
| ----------------------------------------------- |
| Somos Radio 530 kHz.                            |
| Radio LC1 (San Justo) 540 kHz.                  |
| Radio Colonia 550 kHz.                          |
| Radio Belgrano 570 kHz.                         |
| Radio Continental 590 kHz.                      |
| Radio Rivadavia 630 kHz.                        |
| Belgrano AM 650 650 kHz.                        |
| Radio Amplitud 660 kHz.                         |
| K24 690 kHz.                                    |
| Radio 10 710 kHz.                               |
| BBN Radio 730 kHz.                              |
| Radio Rebelde 740 kHz.                          |
| Radio AM 750 750 kHz.                           |
| R770 (ex Cooperativa) 770 kHz.                  |
| Radio Mitre 790 kHz.                            |
| Radio Federal (San Justo) 810 kHz.              |
| Radio María Argentina (Lomas de Zamora) 820 kHz |
| Radio del Pueblo (Isidro Casanova) 830 kHz.     |
| Radio Nacional 870 kHz.                         |
| Radio Libre (San Justo) 890 kHz.                |
| La Red 910 kHz.                                 |
| Radio Nativa (San Justo) 930 kHz.               |
| CNN Radio 950 kHz.                              |
| Radio Génesis 970 kHz.                          |
| Splendid 990 990 kHz.                           |
| Onda Latina 1010 kHz.                           |
| Del Plata 1030 khz.                             |
| Radio Güemes 1050 kHz.                          |
| El Destape Radio El Mundo 1070 kHz.             |
| Décadas 1090 kHz.                               |
| Radio de la Ciudad 1110 kHz.                    |
| Radio María Argentina (San Justo) 1150 kHz.     |
| Radio Perfil 1190 kHz.                          |
| Eco Medios 1220 kHz.                            |
| La Salada 1300 kHz.                             |
| Antártida Argentina 1310 kHz.                   |
| Radio Buenos Aires 1350 kHz.                    |
| AM Con Vos 1420 kHz.                            |
| Radio El Sol 1450 kHz.                          |
| Radio Porteña (Isidro Casanova) 1530 kHz.       |
| Estación 1550 1550 kHz.                         |
| Melody 1570 kHz.                                |

| Radios FM                               |
| --------------------------------------- |
| FM Soldados 87.5 MHz.                   |
| Radio UBA 87.9 MHz.                     |
| Bajo Flores 88.1 MHz.                   |
| FM Boedo 88.1 MHz.                      |
| Radio Collection 88.3 MHz.              |
| Radio María Argentina (CABA) 88.5 MHz.  |
| Cítrica Radio (Avellaneda) 88.5 MHz.    |
| FM La Tribu 88.7 MHz.                   |
| Espacio Buenos Aires (Lanús) 88.7 MHz.  |
| FM RUNL (Luján) 88.9 MHz.               |
| FM Sur (Quilmes) 88.9 MHz.              |
| Blackie 89.1 MHz.                       |
| Radio Gráfica 89.3 MHz.                 |
| RQP 89.5 MHz.                           |
| Neura FM 89.7 MHz.                      |
| Radio con Vos 89.9 MHz.                 |
| FM La Boca 90.1 MHz.                    |
| Delta 90.3 MHz.                         |
| Región (Lomas de Zamora) 90.5 MHz.      |
| Radio UNDAV (Avellaneda) 90.7 MHz.      |
| Amadeus Cultura Musical 91.1 MHz.       |
| Radio María Argentina (CABA) 91.3 MHz.  |
| Radio AMA 92.3 MHz.                     |
| Frecuencia Zero 92.5 MHz.               |
| La 2x4 92.7 MHz.                        |
| Titanium (Quilmes) 92.9 MHz.            |
| FM Favorita 92.9 MHz.                   |
| Late 93.1 MHz.                          |
| BitBox 93.3 MHz.                        |
| FMQ (Quilmes) 93.5 MHz.                 |
| Radio Nacional Rock 93.7 MHz.           |
| Wen (Quilmes) 93.9 MHz.                 |
| Radio Asamblea 94.1 MHz.                |
| Radio Disney 94.3 MHz.                  |
| Mucha Radio 94.7 MHz.                   |
| Radio Party 94.9 MHz.                   |
| Metro 95.1 MHz.                         |
| Rock & Pop 95.9 MHz.                    |
| Jai 96.3 MHz.                           |
| Radio Nacional Clásica 96.7 MHz.        |
| Vorterix 97.1 MHz.                      |
| Radio Urbe (Lomas de Zamora) 97.3 MHz.  |
| Vale 97.5 MHz.                          |
| RKM Radio Solidaria 97.7 MHz.           |
| Now 97.9 MHz.                           |
| Mega 98.3 MHz.                          |
| Radio Nacional Folklórica 98.7 MHz.     |
| Cadena 3 Argentina 99.1 MHz.            |
| FM Federal 99.5 MHz.                    |
| La 100 99.9 MHz.                        |
| Radio La Colifata 100.3 MHz.            |
| Blue 100.7 MHz.                         |
| FM Riachuelo 100.9 MHz.                 |
| FM La Milagrosa 100.9 MHz.              |
| Radio Latina 101.1 MHz.                 |
| FM Sion (Quilmes) 101.3 MHz.            |
| Pop Radio 101.5 MHz.                    |
| Subteradio 101.7 MHz.                   |
| Horizonte 101.9 MHz.                    |
| El Sonido de la Vida 102.1 MHz.         |
| Aspen 102.3 MHz.                        |
| FM Pasión (Avellaneda) 102.7 MHz.       |
| Radio Vox (Quilmes) 102.9 MHz.          |
| Mood Radio 102.9 MHz.                   |
| DSports Radio (ex Radio Uno) 103.1 MHz. |
| FM Trance 103.3 MHz.                    |
| Radio One 103.7 MHz.                    |
| Radio Fan (Quilmes) 103.9 MHz.          |
| FM Génesis 104.1 MHz.                   |
| Urbana Play 104.3 MHz.                  |
| FM Río (Avellaneda) 104.5 MHz.          |
| LN+ Música 104.9 MHz.                   |
| FM Parroquial 105.1 MHz.                |
| Los 40 Arg 105.5 MHz.                   |
| PQV 105.9 MHz.                          |
| FM Secla (Avellaneda) 106.1 MHz.        |
| FM Aprender 106.1 MHz.                  |
| Red Aleluya 106.3 MHz.                  |
| Mundo Sur 106.5 MHz.                    |
| Milenium 106.7 MHz.                     |
| FM Pan y Trabajo 107.1 MHz.             |
| RE 107.3 MHz.                           |
| Más 107.5 MHz.                          |
| Radio Berlín 107.7 MHz.                 |
| El Observador 107.9 MHz.                |

| Radios AM desaparecidas                          |
| ------------------------------------------------ |
| Radio Argentina 1110 kHz. (1920-finales de 1997) |
| Radio Fénix 1190 kHz. (1927-1929)                |
| Radio Antártida 1190 kHz. (1929-1973)            |
| Radio Malvinas Argentinas 1190 kHz. (1973-1983)  |
| Radio América 1190 kHz. (1983-2017)              |

| Radios FM desaparecidas                          |
| ------------------------------------------------ |
| Radio Palermo 93.9 / 94.7 (1988-finales de 2018) |
| Club Octubre 94.7 MHz. (2019-2021)               |
| FM Z95 95.1 MHz. (1988-finales de 1990)          |
| Alfa 103.1 / 106.3 MHz. (2001-2009)              |
| Radio TKM 103.7 MHz. (2009-2014)                 |
| FM Hit 105.5 MHz. (1992-2006)                    |
| ESPN Radio 107.9 MHz. (2010-2019)                |
| Concepto FM 95.5 (2009-2024)                     |